# Présidence britannique du Conseil des Communautés européennes en 1981
La présidence britannique du Conseil de l'Union européenne en  1981 désigne la deuxième présidence du Conseil de l'Union européenne, effectuée par le Royaume-Uni depuis son adhésion à l'Union européenne en 1973.
Elle fait suite à la présidence néerlandaise de 1981 et précède la Présidence belge de 1982.